# Драган Пантић
Драган Пантић (Љубљана, 1954 – ?, 2015) био је декан и професор права на Правном факултету Универзитета у Источном Сарајеву и другим правним факултетима у региону.

## Биографија
Проф. др Драган Пантић рођен је 1954. године у Љубљани.
У Мостару је завршио основну школу и гимназију. Правни факултет у Мостару завршио је као одличан студент 1977. године.
Академску каријеру започео је 1978. године у звању асистента на Правном факултету у Мостару.
Магистрирао је на Правном факултету у Београду 1981. године, а потом је докторирао на Правном факултету у
Београду 1988. године.
Биран је у звање доцента 1983. године и ванредног професора 1991. године на Правном факултету у Мостару.
На Правном факултету Универзитета у Источном Сарајеву проф. др Драган Пантић радио је од 2004. године, гдје је у звању ванредног професора на ужој научној области Историја државе и права, изводио наставу на предметима Национална правна историја и Општа правна историја.
Обављао је функцију декана Правног факултета Универзитета у Источном Сарајеву 2006. године.
Упоредо, од 2007. године изводи наставу на Департаману правних наука Државног Универзитета у Новом Пазару у континуитету до смрти 2015. године.

## Најпознатија дјела
- Питање унификације породичног, насљедног и задружног права у Краљевини Југославији (СХС), Правни факултет Универзитета у Источном Сарајеву, Источно Сарајево 2006. године;
- Српска православна црква у Краљевини Југославији 1924–1941. с обзиром на правни положај, политичку улогу и међувјерске односе, Правни факултет Универзитета у Источном Сарајеву, Источно Сарајево 2006. године;
- Општа правна историја – цивилизације, правни системи и кодификације, Правни факултет Универзитета у Источном Сарајеву, Источно Сарајево 2001. године и каснија издања;
- Компаративна историја државе и права, Универзитет Аперион, Бања Лука 2007. године.